# یواس‌اس یوتا (بی‌بی-۳۱)
یواس‌اس یوتا (بی‌بی-۳۱) (به انگلیسی: USS Utah (BB-31)) یک کشتی بود که طول آن ۵۲۱ فوت ۸ اینچ (۱۵۹٫۰۰ متر) بود. این کشتی در سال ۱۹۰۹ ساخته شد.